# Хайнрих LXXIV Ройс-Кьостриц
Хайнрих LXXIV Ройс-Кьостриц (на немски: Heinrich LXXIV Prinz Reuss zu Köstritz; * 1 ноември 1798 в Брауншвайг; † 22 февруари 1886 в Янкендорф в окръг Гьорлиц, Саксония) от род Дом Ройс е граф/принц от младата линия на Ройс-Кьостриц и политик.
Той е най-малкият син на принц/княз Хайнрих XLIV Ройс-Кьостриц (1753 – 1832) и втората му съпруга фрайин Августа Ридезел цу Айзенбах (1771 – 1905), дъщеря на фрайхер Фридрих Адолф Ридезел цу Айзенбах (1738 – 1800) и Фридерика Шарлота Луиза фон Масов (* 1746). По-малък брат е на Хайнрих LXX, принц Roys (1793 – 1821) и полубрат на принц Хайнрих LX Ройс-Кьостриц (1784 – 1833) и княз Хайнрих LXIII Ройс-Кьостриц (1786 – 1841).
Принц Хайнрих LXXIV Ройс-Кьостриц следва право в Хайделберг и Берлин. След следването той става собственик на именията Нойхоф, Янкендорф, Каана и Буркерсдорф. През 1850 г. той е член на парламента в Ерфурт. Той е доживотен член на Пруския Херенхауз.

## Фамилия
Хайнрих LXXIV Ройс-Кьостриц се жени на 14 март 1825 г. във Вайсщайн, Силезия за графиня Клементина фон Райхенбах (* 20 февруари 1805, Кюхендорф; † 10 юни 1849, Янкендорф), дъщеря на граф Хайнрих Леополд Вилхелм Кристоф фон Райхенбах-Гошуц (1773 – 1834) и Ернестина фон Кцетриц-Нойхауз (1776 – 1816). Те имат две деца:
- Мария Хенриета Августа Леополдина Ернестина Елизаабет Ройс-Кьостриц (* 31 януари 1826, Нойхоф; † 8 март 1843, Янкендорф), принцеса
- Хайнрих IX Ройс-Кьостриц (* 3 март 1827, Нойхоф; † 1 август 1898, Нойхоф), принц, женен за фрайин Анна Мария Вилхелмина Хелена фон Цедлиц-Лайпе (* 15 август 1829; † 1 март 1907); имат четири сина

Хайнрих LXXIV Ройс-Кьостриц се жени втори път на 13 септември 1855 г. в Илзенбург за поетесата на песни графиня Елеонора фон Щолберг-Вернигероде (* 20 февруари 1835, Гедерн; † 18 септември 1903, Илзенбург), дъщеря на наследствен граф Херман фон Щолберг-Вернигероде (1802 – 1841) и графиня Емма фон Ербах-Фюрстенау (1811 – 1889). Те имат пет деца:
- Хайнрих XXV Ройс-Кьостриц (* 27 август 1856, Янкендорф; † 25 август 1911, Грос-Крауше), принц, женен за графиня Елизабет фон Золмс-Лаубах (* 29 октомври 1862; † 8 април 1930); имат шест деца
- Мария Клементина Ройс-Кьостриц (* 18 май 1858; Янкендорф; † 24 януари 1929, Кьостриц), принцеса
- Ема Елизабет Ройс-Кьостриц (* 10 юли 1860, Янкендорф; † 2 декември 1931, Михелдорф, Каринтия), принцеса, омъжена на 27 май 1884 г. за братовчед си княз Хайнрих XXIV Ройс-Кьостриц (* 8 декември 1855; † 2 октомври 1910)
- Анна Хелена Ройс-Кьостриц (* 14 септември 1864, Янкендорф; † 29 март 1876, Янкендорф)
- Хайнрих XXXI Ройс-Кьостриц (* 10 декември 1868, Янкендорф; † 9 август 1929, Вроцлав/Бреслау), „принц фон Хоенлойбен“, немски посланик в Иран (1912 – 1916), отказва се от правата си и титлата „княз фон Хоенлойбен“ на 15 октомври 1918 г., женен (морг.) в Берлин на 29 октомври 1918 (развод 1929) за Илза Мария Гьоргес (* 7 юли 1892; † 17 август 1938), вдовица на Ерих Дич